# Tipp City
Tipp City est une ville du comté de Miami, dans l’État de l’Ohio. Lors du recensement de 2010, sa population s’élevait à 9 689 habitants. Sa superficie totale est de 19,79 km2.

## Source
- (en) Cet article est partiellement ou en totalité issu de l’article de Wikipédia en anglais intitulé « Tipp City, Ohio » (voir la liste des auteurs).